# Novolaophonte viatorum
Novolaophonte viatorum is een eenoogkreeftjessoort uit de familie van de Laophontidae. De wetenschappelijke naam van de soort is voor het eerst geldig gepubliceerd in 1983 door Cottarelli, Saporito & Puccetti.